# Aarón Díaz
Aaron Díaz Spencer (Puerto Vallarta , Jalisco, 1982. március 7. –)  mexikói színész, énekes és modell.

## Élete
Első  szerepét a  Clase 406-ban kapta, itt Kike Gonzálezt alakította.  2004 -ben főszerepet kapott  Sherlyn és Sara Maldonado mellett a Corazones al limite című szintén tiniknek szóló sorozatban. Következő munkája a Barrera de amor  volt, ahol partnere  Yadhira Carrillo volt. A Grease mexikói változatában a Vaselinaban ő játszotta Dannyt, partnernője  Sherlyn.
2006-ban szerepet kapott a Lola ... Erase una vezben,  Eiza González és Grettell Valdez oldalán, a novella premierje 2007 február 26-án  "Canal 5"-nél volt Mexikóban.
2008-ban saját kollekciót adott ki "Perra" névvel.
Aarón a színészkedés és modellkedés mellett az énekléssel is megpróbálkozott, első albuma, az  "Enamórate de mí" 2009 júniusában jelent meg. A második albuma "Aaron Diaz" címmel 2011-ben látott napvilágot.
A 2010/2011  Angelique Boyer, Ana Brenda Contreras és Sebastián Rulli mellett megkapta a Teresa főszerepét, mint Mariano.
2010-ben kiadott egy naptárat 2011 exkluzív címmel, művészi, és eredeti fotókkal.  A nagy sikert látva,  2012-re is kiadott egyet.
2011 novemberében debütált egy amerikai televíziós show-ban az ABC sorozatában a  Pan Am-ben, ahol Miguel  szerepét játssza .

## Magánélete
Rövid ideig Sherlynnel alkottak egy párt. 2009. augusztus 29-én Las Vegasban feleségül vette Kate del Castillo színésznőt. 2011 júliusában bejelentették a válást. Jelenleg Lola Ponce a partnere, akivel a Talizmán forgatásakor ismerkedett meg. Lola 2013. február 27-én, Rosarióban adott életet lányának, aki az Erin nevet kapta. 2014. augusztus 16-án, Miamiban megszületett második lánya, Regina.

## Filmográfia
| Év        | Eredeti Cím          | Cím                         | Szerep                  | Magyar hang |
| --------- | -------------------- | --------------------------- | ----------------------- | ----------- |
| 2001      | El Juego de la Vida  |                             | Enrique 'Kike' González |             |
| 2002-2003 | Clase 406 Enrique    |                             | 'Kike' González         |             |
| 2004      | Corazones al límite  |                             | Braulio Vallardes Stone |             |
| 2005      | Barrera de amor      |                             | Andrés Romero           |             |
| 2006      | Amor xtremo          |                             | Sebastián               |             |
| 2007      | Plaza Sésamo         |                             | Doctor                  |             |
| 2007      | Lola...Érase una vez |                             | Alexander Von Ferdinand |             |
| 2008      | Terminales           |                             | Sebastián               |             |
| 2010      | Dinoshark            |                             | Luis                    |             |
| 2010-2011 | Teresa               | Teresa                      | Mariano Sánchez Suárez  | Varga Gábor |
| 2012      | El Talismán          | Talizmán                    | Antonio Negrete         | Varga Gábor |
| 2013      | Rosario              | Rosario – A múlt fogságában | Esteban Martínez        | Varga Gábor |
| 2013      | Santa Diabla         | A gonosz álarca             | Santiago Cano           | Varga Gábor |
| 2014      | Los miserables       | Lucia – A sors üldözöttje   | César Mondragón Bianchi | Varga Gábor |
| 2014-2015 | Tierra de Reyes      |                             | Arturo Gallardo         |             |
| 2019      | Betty en NY          |                             | Ricardo Calderón        |             |

### Színház
- 2008: Vaselina - Danny

## Albumai
- 2009: Enamórate de mí
- 2011: Aaron Diaz

## Díjak és jelölések
| Év   | Díj                   | Kategória                          | Cím             | Eredmény |
| ---- | --------------------- | ---------------------------------- | --------------- | -------- |
| 2011 | People en Español-díj | Legjobb férfi főszereplő           | Teresa          | Jelölve  |
| 2011 | People en Español-díj | Legjobb páros (Angelique Boyerrel) | Teresa          | Jelölve  |
| 2013 | People en Español-díj | Legjobb férfi főszereplő           | A gonosz álarca | Jelölve  |
| 2013 | People en Español-díj | Legjobb páros(Gaby Espinóval)      | A gonosz álarca | Jelölve  |
| 2014 | Premios Tu Mundo      | Kedvenc férfi főszereplő           | A gonosz álarca | Jelölve  |
| 2014 | Premios Tu Mundo      | Legjobb férfi főgonosz             | A gonosz álarca | Jelölve  |
| 2014 | Premios Tu Mundo      | Legjobb páros(Gaby Espinóval)      | A gonosz álarca | Jelölve  |